# Xylocopa aerata
Xylocopa aerata, a abelha carpinteira verde-dourada, é uma das duas espécies de abelha carpinteiro encontradas na região de Sydney, Nova Gales do Sul, na Austrália. Obtém seu nome comum pelo hábito de se enterrar na madeira.
Foi originalmente descrito por F. Smith em 1851 como Lestis aeratus. Seu epíteto específico é o adjetivo latino aerata, que significa "bronzeado".
Como o próprio nome indica, a abelha-carpinteiro Verde-Dourada tem uma cor verde metálica, embora possa parecer arroxeada ou azulada de alguns ângulos. Uma grande abelha rodusta, muitas vezes é ouvida pelo zumbido alto de baixa frequência enquanto voa entre as flores. O macho tem marcas no rosto amarelo. A abelha tem uma picada potencialmente dolorosa, embora nenhuma picada tenha sido registrada.
A distribuição natural é sudeste de New South Wales de Sydney para o sul (onde se sobrepõe a X. bombylans), e em Victoria e sudeste da Austrália do Sul. TEles podem ser vistos da primavera ao outono, comumente se alimentando de flores de ervilha da família Fabaceae, como as espécies de Gompholobium, incluindo Gompholobium latifolium na primavera, e Pultenaea elliptica no outono. Flores de Leucopogon e Leptospermum também são visitadas.
A abelha de carpinteiro verde-dourada nidifica cavando caules de gramíneas ("Xanthorrhoea"), ou madeira macia como "Banksia", Casuarina, Melaleuca e Leptospermum. A fêmea escava um túnel com suas mandíbulas, apanha e joga fora as aparas de madeira do lado de fora. A cavidade pode atingir 30 cm de comprimento por 1,1 - 1,4 cm de diâmetro. Peças maiores de madeira podem permitir vários túneis. Várias abelhas fêmeas podem usar um ninho, um reprodutor e os outros guardando. Uma abelha defende a entrada de 0,7 - 1,0 cm de largura, bloqueando-a com o abdômen (comparado a Allodapula). Ambas as abelhas machos e fêmeas podem hibernar dentro dos túneis. Os túneis são divididos em várias células, onde a abelha mãe põe um ovo em cada célula, acompanhado por disposições de néctar e pólen.